# Pablo Copetti
Pablo Copetti (Córdoba, 24 de noviembre de 1975) es un piloto de quad profesional nacido en Argentina, nacionalizado estadounidense. 
Se inició en los deportes de motor en 2007, con 32 años, participando en campeonatos argentinos y chilenos. En 2010 se inscribió en su primer Dakar Rally y ha tenido 11 participaciones. Fue tercero en la especialidad en el 2017, 2021 y 2023. Ha ganado 7 etapas en el Dakar, siendo uno de los pilotos más ganadores de la historia.
Compitió en la categoría quad hasta el 2018 donde decide comenzar la incursión en la categoría UTV. En el 2018 y 2019 compite en USA en la categoría UTV Turbo Pro en el "Best in the Desert Series". Obtiene buenos resultados en Vegas To Reno (14º) y en Silver State 300 (11º).
En el 2021 decide volver a las carreras de Rally Cross Country y vuelve a competir en quad en el Dakar Rally que se desarrolla en Arabia Saudita. En Arabia Saudita en 3 participaciones obtiene dos podios.
Su equipo es el "Del Amo Motorsports by Motul". Su equipo está conformado por un entrenador físico, un psicólogo deportivo, y su equipo mecánico es el MX Devesa, liderado por Carlos Devesa que junto a su hijo Lucas tiene base de su taller en la ciudad de Campana, Provincia de Buenos Aires. En el 2015 incorporan a la empresa Oreste Berta a su equipo y trabajan con ellos en la motorización del cuatriciclo.
Mundial FIM
En el 2013 participa en el Mundial de Quad Rally Cross Country, obteniendo el 4.º puesto en la clasificación general. 
Tuvo destacadas actuaciones en Serdegna (Italia) y Desafío Ruta 40 (Argentina) donde obtiene el segundo puesto. En Catar obtiene un 4.º puesto.
En el 2023 es uno de los líderes del nuevo W2RC - World Rally Raid Championship-. Por el campeonato del Mundo obtiene el triunfo en el Dakar Rally 2023.

## Palmarés
Obtuvo los siguientes logros deportivos:
- 2023: 3.º Categoría Quads Rally Dakar de 2023 - 1.º Quads W2RC
- 2021: 3.º Categoría Quads Rally Dakar de 2021.
- 2017: 3.º Categoría Quads Rally Dakar de 2017.
- 2016: 1.º en la categoría Quads Rally De Neuquén, Campeonato Argentino de Rally Cross Country.
- 2016: 2.º en la categoría Quads Rally De Chaco, Campeonato Argentino de Rally Cross Country.
- 2016: 1 victoria de etapa Dakar Rally  2016.
- 2015: 3.º en la categoría Quads Rally De San Juan, Campeonato Argentino de Rally Cross Country.
- 2013: 4.º FIM Mundial de Quad Rally Cross Country.
- 2013: 4.º Rally Sealine (Catar) Mundial de Quad Rally Cross Country.
- 2013: 2.º Rally De Serdegna (Italia) Mundial de Quad Rally Cross Country.
- 2013: 2.º Rally Ruta 40 (Argentina) Mundial de Quad Rally Cross Country.
- 2012: 1 victoria de etapa Dakar Rally  2012.
- 2011: 3.º Categoría Quads Baja 500 (Chile).
- 2011: 5.º Categoría Quads Dakar Rally 2011.
- 2010: 5.º Categoría Quads Baja Atacama (Chile).

## Resultados

### Campeonato Mundial de Rally Raid (FIM)
| Año  | Clase | Vehículo | Posición | Puntaje | Victorias |
| ---- | ----- | -------- | -------- | ------- | --------- |
| 2022 | Quads | Yamaha   | Ret.     | 0       | -         |
| 2023 | Quads | Yamaha   | 4.º      | 38      | 1 (Dakar) |

### Rally Dakar
| Año     | Categoría | Vehículo | Posición | Etapas |
| ------- | --------- | -------- | -------- | ------ |
| 2010    | Quads     | Can-Am   | Ret.     | -      |
| 2011    | Quads     | Yamaha   | 5.º      | -      |
| 2012    | Quads     | Yamaha   | Ret.     | 1      |
| 2014    | Quads     | Yamaha   | Ret.     | -      |
| 2015    | Quads     | Yamaha   | Ret.     | -      |
| 2016    | Quads     | Yamaha   | Ret.     | 1      |
| 2017    | Quads     | Yamaha   | 3.º      | 1      |
| 2018    | Quads     | Yamaha   | Ret.     | -      |
| 2021    | Quads     | Yamaha   | 3.º      | 2      |
| 2022    | Quads     | Yamaha   | Ret.     | 2      |
| 2023    | Quads     | Yamaha   | 3.º      | -      |
| Fuente: |           |          |          |        |

### Campeonato Mundial de Rally Cross-Country de la FIM
| Año  | Categoría | Vehículo | Posición | Puntaje | Victorias |
| ---- | --------- | -------- | -------- | ------- | --------- |
| 2013 | Quads     | Yamaha   | 4.º      | 67      | -         |
| 2017 | Quads     | Yamaha   | 7.º      | 23      | -         |
| 2018 | Quads     | Yamaha   | 10.º     | 3       | -         |